# 三氯甲锗烷
三氯甲锗烷是一种卤代锗烷，化学式 HGeCl3。

## 制备
三氯甲锗烷可以由锗或一硫化锗和氯化氢反应而成。
{\displaystyle {\ce {Ge + 3HCl -> GeHCl3 + H2}}}
{\displaystyle {\ce {GeS + 3HCl -> GeHCl3 + H2S}}}

## 性质
三氯甲锗烷是无色液体，在−30 °C下会脱氯化氢成二氯化锗。它和水反应，生成氢氧化亚锗。